# جمال المحيسن
جمال المحيسن (أبو المعتصم؛ 15 مارس 1949 - 7 فبراير 2022) هو سياسيٌ فلسطيني، وعضوٌ في اللجنة المركزية لحركة فتح بمنصب مُفوض التعبئة والتنظيم للأقاليم الخارجية.

## حياته
ولد جمال أحمد المحيسن بتاريخ 15 مارس 1949 ميلاديًا في مرتفعات جبال الخليل خلال مغادرة أهالي قرية عراق المنشية إلى مدينة الخليل مُجبرين رغم وجود اتفاقية مصرية-إسرائيلية بعودتهم إلى قريتهم كونها لم تحتل. لكن وبمغادرة الجيش المصري وفقًا للاتفاقية، احتلت إسرائيل القرية بتاريخ 27 مارس 1949 ميلاديًا، ومنعوا أهلها من العودة إليها. تنقل جمال ما بين الخليل وبيت كاحل وبيت فجار ومخيم العروب وعقبة جبر في أريحا، ثم انتقل في عام 1960 إلى عمّان في الأردن.
حصل جمال على شهادة البكالوريوس والدبلوم العام في التربية من جامعة بيروت العربية في لبنان عام 1972، وكان قد انتخب عضوًا في مجلس طلبتها عام 1969 مرشحًا ضمن قائمة حركة التحرير الوطني الفلسطيني (فتح). كما حصل على دبلوم عالي في الدراسات الإسلامية من جامعة الفاتح في طرابلس عام 1978، وحصل على شهادة الدكتوراة في الفلسفة تخصص التربية المقارنة من جامعة كارلوفا في براغ (تشيكوسلوفاكيا سابقًا) عام 1988.
أصدر الرئيس محمود عباس قرارًا بمنحه درجة النجمة الكبرى من وسام القدس في 1 فبراير (شباط) 2022 ميلاديًا؛ وذلك «تقديرًا لدوره الوطني ومسيرته النضالية المشرفة، وتثمينًا لعطائه وعمله القيادي في صفوف الثورة الفلسطينية، وفي مجالات العمل النقابي، وجميع المهام التي كلف بها، وجهوده في الدفاع عن حقوق شعبه ووطنه على طريق الحرية والاستقلال» حسب وكالة الأنباء الفلسطينية (وفا).
صدّر له كتابٌ يحمل عنوان «مسيرة الاتحاد العام للمعلمين الفلسطينيين» في عام 2015 ميلاديًا.

### مناصبه
التحق جمال بحركة التحرير الوطني الفلسطيني (فتح) عام 1967، وفي الفترة ما بين 1969 حتى 1972 كان قد تنقل ما بين الأغوار في جنوب لبنان/الرشيدية، بيروت- صبرا وشاتيلا، وفي الشمال-طرابلس البداوي وكان مسؤولاً عن التنظيم والتحق بدوره في طرطوس بسوريا. أصبح في عام 1975 عضوًا في مجلس التعبئة والتنظيم في دمشق، وعضوًا في المجلس الوطني الفلسطيني.
انتخب عضوًا في الأمانة العامة للاتحاد العام للمعلمين الفلسطينيين عام 1975 في المؤتمر العام الثاني الذي عقد في تونس، كما أصبح عضوًا في مكتب التعبئة والتنظيم عام 1983 في تونس. انتخب نائباً للأمين العام للاتحاد العام للمعلمين الفلسطينيين عام 1983 في المؤتمر العام الرابع الذي عقد في مدينة عدن باليمن.
أصبح في عام 1983 عضوًا مجلس اتحاد المعلمين العرب، وعضوًا في الهيئة الإدارية للاتحاد العالمي للمعلمين- فيزا. انتخب في المجلس الثوري لحركة فتح عام 1989 في المؤتمر العام الخامس في تونس، كما انتخب عضوًا في لجنة الرقابة المالية في حركة فتح في الفترة ما بين 1989 حتى 1995. أصبح عضوًا في لجنة تقصي الحقائق المالية في منظمة التحرير الفلسطينية من عام 1991 حتى 1994.
كان نائبًا لرئيس لجنة الرقابة الحركية وحماية العضوية في الفترة ما بين 1995 حتى 2009، وعيّن وكيلًا مساعدًا لوزارة الشباب والرياضة في عام 1994 ثم وكيلاً للوزارة. أصبح عضوًا في المحكمة الحركية منذ تأسيسها 2004-2008.
عيّن محافظًا لمحافظة نابلس في الضفة الغربية بدرجة وزير في يوليو (تموز) 2007 حتى نهاية عام 2009؛ إذ تفرغ للعمل في اللجنة المركزية لحركة فتح مفوضًا للأقاليم الخارجية. انتخب عضواً في اللجنة المركزية لحركة فتح عام 2009 في المؤتمر العام السادس الذي عقد في بيت لحم بفلسطين. كما أصبح عضوًا في المجلس المركزي لمنظمة التحرير الفلسطينية عن حركة فتح عام 2009.

## وفاته
توفي بتاريخ 7 فبراير (شباط) 2022 ميلاديًا الموافق 6 رجب 1443 هجريًا، عن عمرٍ ناهز 72 عامًا، حيث كان قد أًصيب بتليفٍ رئوي، نقل على إثره للعلاج في مستشفى هداسا عين كارم وبقي بحالته خطيرة حتى أعلن عن وفاته.